# Bruno Landi (tenore)
Bruno Landi (Volterra, 25 aprile 1900 – Buenos Aires, 8 maggio 1968) è stato un tenore italiano.

## Biografia
Tenore lirico leggero "dalla voce chiara, dall'estensione ragguardevole e dall'emissione facile e assai ben controllata, ma che ricorreva frequentemente alle note in falsetto", debuttò nel 1925 a Campi Bisenzio nella parte del Duca di Mantova in Rigoletto.
Nel 1927 a Firenze cantò nel ruolo del Conte D'Almaviva ne Il barbiere di Siviglia. Nel 1931 si esibì ancora ne Il barbiere di Siviglia al Teatro Regio di Parma, dove ritornò nel 1939 in Faust, con Magda Olivero, Andrea Mongelli e Tancredi Pasero. Nel 1933 cantò nel Gianni Schicchi e ne I quatro rusteghi al Teatro dell'Opera di Roma. Nella stagione 1936 debuttò alla Scala come Fenton in Falstaff, con la direzione di Victor De Sabata e un cast che comprendeva Maria Caniglia, Mafalda Favero e Mariano Stabile.
Nel 1938 prese parte ad una tournée negli Stati Uniti, apparendo a San Francisco, Philadelphia, Cincinnati e al Teatro Metropolitan di New York, in Rigoletto, L'elisir d'amore, L'amico Fritz, Martha. Al Metropolitan fu scritturato per sette stagioni.
Successivamente partì per l'America Latina, dove cantò a Città del Messico, Montevideo, Buenos Aires, Caracas, Santiago del Cile, Rosario.
Ritornò alla Scala nel 1939 nella prima assoluta de La dama boba di Ermanno Wolf-Ferrari. Nel 1947 al Teatro Pergolesi di Jesi fu protagonista nella Manon con una giovanissima Renata Scotto. I ruoli più frequentati furono il Conte D'Almaviva e Des Grieux.
Negli anni quaranta, nel periodo di massimo fulgore vocale, incise due opere complete: Il barbiere di Siviglia rossiniano e Rigoletto, oltre ad alcuni brani singoli, oggi rimasterizzati in CD.
Si ritirò dalle scene alla fine degli anni cinquanta e si stabilì a Buenos Aires, dove insegnò canto con la moglie, il soprano argentino Hilde Reggiani.

## Repertorio
- Wolfgang Amadeus Mozart
  - Le nozze di Figaro (Basilio)
- Vincenzo Bellini
  - La sonnambula (Elvino)
- Gioachino Rossini
  - Il barbiere di Siviglia (Conte D'Almaviva)
  - La Cenerentola (Ramiro)
- Gaetano Donizetti
  - L'elisir d'amore (Nemorino)
  - Don Pasquale (Ernesto)
  - La favorita (Fernando)
  - Lucia di Lammermoor (Edgardo)
- Giuseppe Verdi
  - Rigoletto (Duca di Mantova)
  - La traviata (Alfredo Germont)
  - Falstaff (Fenton)
- Giacomo Puccini
  - La bohème (Rodolfo)
  - Tosca (Mario Cavaradossi)
  - Madama Butterfly (Pinkerton)
  - Gianni Schicchi (Rinuccio)
- Pietro Mascagni
  - L'amico Fritz (Fritz)
- Jules Massenet
  - Manon (Des Grieux)
  - Werther (Werther)
  - Thaïs (Nicias)
- Charles Gounod
  - Faust (Faust)
- Carl Maria Von Weber
  - Oberon (Ugo di Bordeaux)
- Georges Bizet
  - I pescatori di perle (Nadir)
- Ambroise Thomas
  - Mignon (Wilhelm)
- Friedrich von Flotow
  - Martha (Lionel)
- Arrigo Boito
  - Mefistofele (Faust)
- Ermanno Wolf-Ferrari
  - I quatro rusteghi (Conte Riccardo)
  - La dama boba (Lorenzo)

## Discografia
- Gioachino Rossini, Il barbiere di Siviglia, interpreti: Bruno Landi, Lily Pons, Pompilio Malatesta, John Charles Thomas, Josephine Tumina, Ezio Pinza. Coro e Orchestra del Teatro Metropolitan Opera, direttore Gennaro Papi – Live, 22 gennaio 1938 - Inciso in dischi 33 giri da Unique Opera Records Corp. UORC129 USA.
- Gioachino Rossini, Il barbiere di Siviglia, interpreti: Bruno Landi, Wilfred Engelman, Lucille Browning, Hilde Reggiani, Carlos Ramírez, Lorenzo Alvary, John Gurney. Orchestra e Coro RCA Victor Symphony Orchestra direttore Giuseppe Bamboschek - 1940.
- Gioachino Rossini, Il barbiere di Siviglia, interpreti: Bruno Landi, Salvatore Baccaloni, Josephine Tuminia, John Charles Thomas, Wilfred Engelman, Ezio Pinza, Irma Petina, John Dudley. Orchestra e Coro Metropolitan Opera Assoc. - direttore Giuseppe Bamboschek - Live 1º marzo 1941 - Inciso in dischi 33 giri da The Golden Age of Opera (EJS139), rimasterizzato e inciso poi in 2 CD da Omega, per la serie "Opera Archive", n°393 - USA.
- Giuseppe Verdi, Rigoletto, interpreti: Bruno Landi, Robert Weede, Hilde Reggiani, Nicola Moscona, Bruna Castagna. Orchestra e Coro del Teatro Metropolitan di New York, direttore Ettore Panizza, registrazione live 1942.
- Giuseppe Verdi, Rigoletto, interpreti: Bruno Landi, Hilde Reggiani, Frank Valentino. Orchestra e Coro del Teatro Eliseo di Roma, direttore Manrico De Tura - 1953.
- Giacomo Puccini, La bohème: "Che gelida manina".
- Gioachino Rossini, Il barbiere di Siviglia: "Ecco ridente in ciel".
- Gaetano Donizetti, Don Pasquale: "Povero Ernesto".
- Jules Massenet, Werther: "Ah non mi ridestar".
- Friedrich von Flotow, Martha: "M'apparì".